# Represa de Chacaltaya
La Represa de Chacaltaya, es una presa ubicada en el departamento de La Paz en Bolivia, la cual abastece de agua al centro histórico de la ciudad de La Paz. La infraestructura tiene una altura de 34 metros y una capacidad de almacenamiento de 2,8 millones de metros cúbicos. Su construcción comenzó en julio del año 2017, siendo inaugurada el 14 de julio de 2019 durante el tercer gobierno del presidente Evo Morales.

## Historia
La idea de la construcción de la represa de Chacaltaya surge a raíz de la urgente necesidad de las ciudades de La Paz y El Alto de contar con el líquido elemental y vital, pues cabe recordar que en el mes de noviembre del año 2016, ambas ciudades sufrieron la terrible escasez de agua para el consumo humano, esto debido a la baja cantidad de dicho líquido elemental en las otras represas.
El 16 de julio de 2017, después de inaugurar la Represa de Hampaturi Alto, el Presidente de Bolivia Evo Morales Ayma anunció públicamente la construcción de otras 3 represas más en el departamento de La Paz, entre ellas la Represa Pampalarama, la Represa Alpaquita y la Represa Chacaltaya, esto con el objetivo de garantizar el agua a las principales ciudades en el departamento.
El inicio de las obras para la construcción de la represa de Chacaltaya comenzó en julio de 2017 y se tardó alrededor de 24 meses (2 años) en terminar de construir dicha infraestructura, siendo finalmente inaugurada el 14 de julio de 2019 por el Vicepresidente de Bolivia Álvaro García Linera en un acto público.